# Syntronic
Syntronic är ett tekniskt designhus som specialiserar sig på design och utveckling av elektronik, elektromekanik, inbäddad och IT-programvara.
Syntronic AB grundades 1983 i Stockholm.